# Maissirup

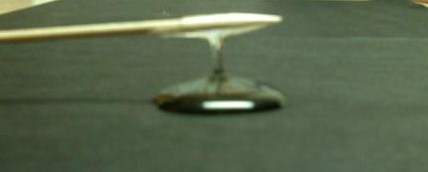
Corn Syrup auf schwarzer Unterlage, mit einem Zahnstocher angehoben und mit weißer Lichtreflexion auf der Vorderseite.

Maissirup ist ein Glucosesirup, der enzymatisch aus der Stärke von Mais hergestellt wird. Im Zuge der Herstellung von Isoglucose entsteht durch einen weiteren enzymatischen Prozess aus Maissirup High Fructose Corn Syrup (HFCS, ebenfalls gebräuchlich ist die Abkürzung GFS), der vor allem in den USA produziert wird. Nach der deutschen Zuckerartenverordnung muss ein Glucosesirup, der mehr als 5 % Fructose des Gewichts in der Trockenmasse enthält, als „Glucose-Fructose-Sirup“ bezeichnet werden. Überwiegt der Fructoseanteil, so muss er entsprechend als „Fructose-Glucose-Sirup“ bezeichnet werden.

## Süßkraft
Fructose hat eine deutlich höhere Süßkraft als Glucose. In den USA hat die zu High Fructose Corn Syrup (HFCS) verarbeitete Variante eine hohe wirtschaftliche und gesundheitliche Bedeutung, da es dort für die meisten Softdrinks als energiehaltiges Süßungsmittel eingesetzt wird und überwiegend aus Genmais hergestellt wird. Aufgrund protektionistischer Maßnahmen ist der Preis von Rohrzucker in den Vereinigten Staaten deutlich höher als auf dem Weltmarkt. Zugleich ist Maissirup aufgrund von Agrarsubventionen sehr günstig, was zusammengenommen zur Verwendung von HFCS als Zuckerersatz führt. Während Mais in den USA in großem Umfang angebaut wird, kommt Rohrzucker (Saccharose) aus Zuckerrohr in den USA meist aus dem Ausland. Maissirup wird seit 1972 kostengünstig durch Umwandlung der Maisstärke mit Enzymen über Maissirup zu Isoglucose hergestellt. Diese erste HFCS-Variante (HFCS-42) hat einen Fructosegehalt von 42 % und wird vor allem zur Herstellung von Süßgetränken und Konserven eingesetzt.